# Newton (Texas)
Newton település az Amerikai Egyesült Államok Texas államában, Newton megyében, melynek megyeszékhelye is. Lakosainak száma 1633 fő (2020. április 1.).

## Népesség
A település népességének változása:

| 2010 | 2 478 |
| 2020 | 1 633 |